# Grèbe de l'Atitlan
Podilymbus gigas
Espèce
Statut de conservation UICN

 EX  : Éteint
Statut CITES
Le Grèbe de l'Atitlan (Podilymbus gigas), Grèbe du lac Atitlan ou encore Grèbe géant, est une espèce éteinte d'oiseau de la famille des Podicipedidae (Podicipédidés), proche du Grèbe à bec bigarré.

## Histoire de sa disparition
Il occupait les rives septentrionales du lac Atitlán au Guatemala. Sa population, déjà faible (environ 200 individus) a chuté à seulement 80 individus dans les années 1960 après l'introduction dans les eaux du lac d'un poisson, la perche truitée (Micropterus salmoides) qui est devenu son concurrent pour les ressources alimentaires. Malgré une amélioration passagère de la situation et l'augmentation de la population de ce grèbe, la pression touristique, la destruction des habitats, l'instabilité politique (dont le meurtre de garde-chasse) ainsi que la baisse du niveau des eaux à la suite du tremblement de terre de 1976, a réduit la population à seulement 30 individus en 1983 et puis à sa complète extinction en 1994.